# ナロキソール
ナロキソール（英語:Naloxegol）はナロキソンに類似した、オピオイドに対するアンタゴニスト（オピオイド拮抗薬）である。α-ナロキソールとβ-ナロキソールの2つの異性体がある。α-ナロキソールはヒトがナロキソンを代謝したときに生成する物質である。α-ナロキソールはケトンを還元して合成し、β-ナロキソールはα-ナロキソールを光延反応によって変換する。